# Zangīābād
Zangīābād (persiska: زنگی آباد) är en ort i Iran.   Den ligger i provinsen Kerman, i den centrala delen av landet, 800 km sydost om huvudstaden Teheran. Zangīābād ligger 1 733 meter över havet och antalet invånare är 6 666.
Terrängen runt Zangīābād är platt åt sydost, men åt nordväst är den kuperad. Runt Zangīābād är det glesbefolkat, med 13 invånare per kvadratkilometer. Närmaste större samhälle är Ekhtīārābād, 9,4 km söder om Zangīābād. Omgivningarna runt Zangīābād är i huvudsak ett öppet busklandskap.